# Wielecka Góra

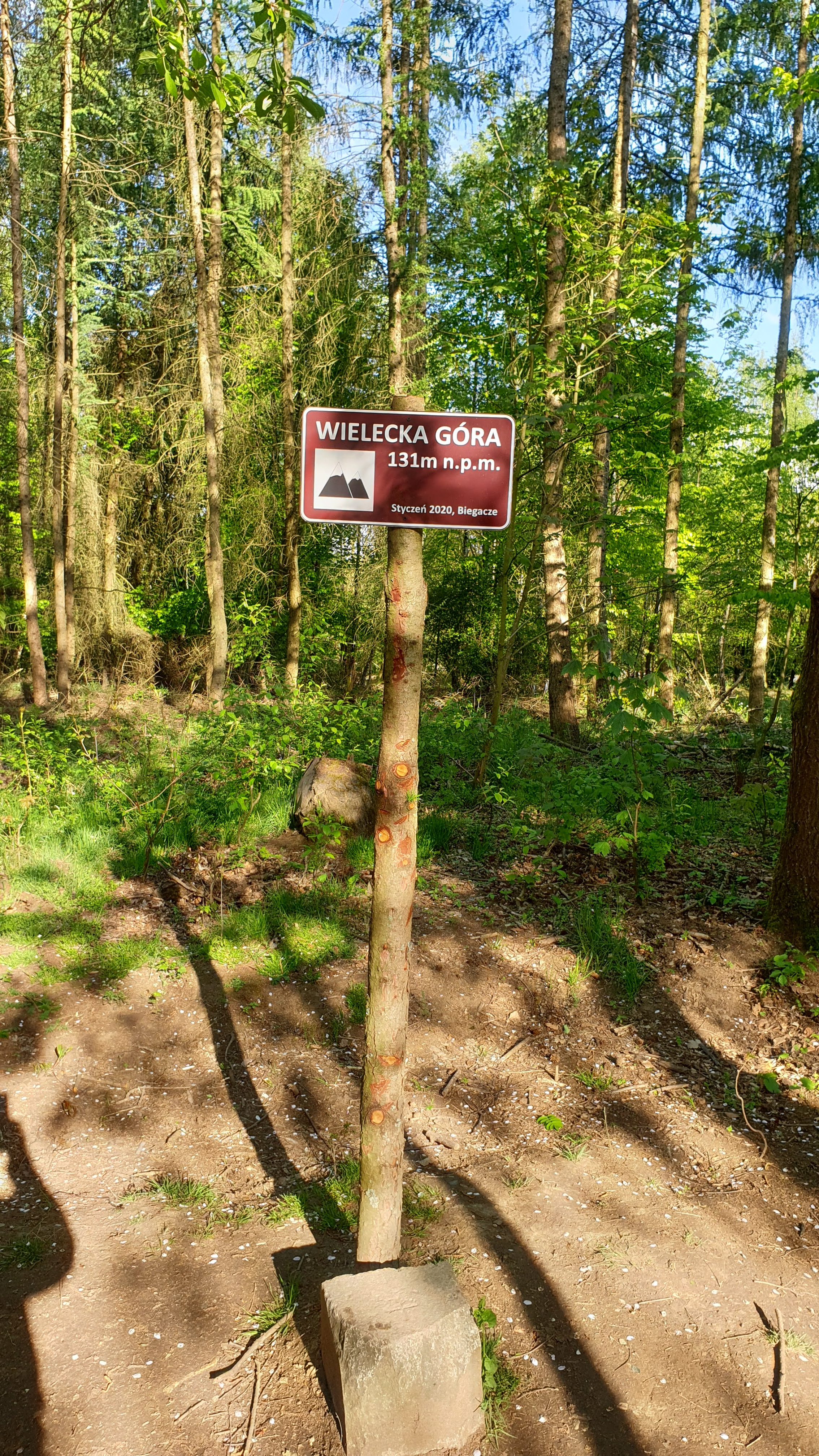
Tablica z nazwą wzniesienia

Wielecka Góra – najwyższy punkt Wzgórz Warszewskich o wysokości 130,9 m n.p.m. Znajduje się w rejonie dawnej, nieistniejącej obecnie, wsi Goślice (gmina Police), tuż przy północnej granicy Szczecina. Wzniesienie jest porośnięte lasem (Puszcza Wkrzańska). U jego podnóża znajduje się Czarcie Bagno, źródło Wieleckiego Potoku.
Na Wielecką Górę można dotrzeć
- ulicą Podbórzańską ze Szczecina Warszewa
- szlakiem „Przez Las Arkoński i Wzgórza Warszewskie” ze Szczecina Osowa lub Szczecina-Skolwina
- szlakiem „Przez Las Arkoński i Wzgórza Warszewskie” z Przęsocina